# 阿克托别
阿克托别（羅馬化：Aqtöbe，發音：[ɑqtɵbʲe] ⓘ，直译：「白色的山顶」），俄語旧稱阿克糾賓斯克，人口約56萬（2020年），1999年哈萨克斯坦将“阿克糾賓斯克”恢复为哈萨克语历史地名“阿克托别”。阿克托别州位於哈薩克斯坦西北部，阿克托别市是阿克托别州的首府。
1869年開始有人定居，1932年升格為州府。自2003年起，人口大幅增加（由約25萬增至約56萬）；增幅達125%。